# Cache (Utah)
Cache é uma Região censo-designada localizada no estado norte-americano de Utah, no Condado de Cache.

## Demografia
Segundo o censo norte-americano de 2000, a sua população era de 37 habitantes.

## Geografia
De acordo com o United States Census Bureau tem uma área de 
15,6 km², dos quais 14,7 km² cobertos por terra e 0,9 km² cobertos por água.

## Localidades na vizinhança
O diagrama seguinte representa as localidades num raio de 12 km ao redor de Cache. 